# Garai József (vájár)
Garai József (Mecsekszabolcs, 1912. február 16. – Pécs, 2000. szeptember 6.) Kossuth-díjas vájár, a Mecseki Szénbányászati Tröszt Szabolcs Bányaüzemének frontmestere, bányamentő.

## Életrajza
Bányász családból származott. 1928-1937 között segédvájárként a Szent István-aknán, majd 1967-ig vájárként, később frontmesterként, végül bányamentőként dolgozott. 1928 és 1963 között – a Népszabadság 1963. március 16-i cikke szerint – „háromszor került omlás alá, bent rekedt bányatűzben, légrobbanáskor, s volt gázömlésben is”. Garai szerint „nem könnyű a bányamentő munkája […] Amikor elér az ember a betemetett bányászokhoz, s hallja jajgatásukat, akkor is hidegvérrel ácsolni, csákányozni kell […] Volt úgy, hogy a bányamentőnek az omlásba szorult szerencsétlen lábát kellett levágnia, mert az életét csak így menthette meg. […]”
Garai bányamentőként 17 ember életét mentette meg 1937-1965 között.
1951-ben és 1955-ben Kiváló Bányász címmel, 1962-ben a Szocialista Munkáért Érdeméremmel tüntették ki. 1963-ban megkapta a Kossuth-díj III. fokozatát, az indoklás szerint „termelési eredményeiért, a fiatalok neveléséért és a bányamentő szolgálatban kifejtett áldozatos munkájáért”. 1965-ben a Bányászati Szolgálati Érdemérem ezüst fokozatával díjazták.